# Gnosídic
Gnosídic (en llatí Gnosidicus, en grec Γνωσίδικος) fou un metge grec, el catorzè descendent d'Esculapi, fill de Nebros, germà de Crisos i pare d'Hipòcrates I, Podaliri II i Eneu. Va viure al segle vi aC, segons diu Joan Tzetzes.